# Ahmed Naser
Pour les articles homonymes, voir Naser.
Ahmed Naser, né le 14 novembre 2000 à Manama,, est un coureur cycliste bahreïni.

## Palmarès et résultats

### Palmarès par année
- 2022
  - 2e du championnat de Bahreïn du contre-la-montre
  - 2e du championnat de Bahreïn sur route
  -  Médaillé d'argent de la course en ligne aux Jeux du Golfe
  -  Médaillé de bronze du contre-la-montre par équipes aux Jeux du Golfe
- 2023
  - 2e étape du Tour de Salalah
  -  Médaillé de bronze du contre-la-montre aux Jeux panarabes
- 2024
  -  Champion du Bahreïn sur route
  -  Champion du Bahreïn du contre-la-montre

### Classements mondiaux
| Année                                 | 2022  | 2023  | 2024 |
| ------------------------------------- | ----- | ----- | ---- |
| Classement mondial                    | 1211e | 1781e | 824e |
| UCI Asia Tour                         | 82e   | 98e   | 42e  |
|                                       |       |       |      |
| Légende : nc = non classéSource : UCI |       |       |      |